# Capriati a Volturno
Capriati a Volturno ist eine italienische Gemeinde (comune) mit 1420 Einwohnern (Stand 31. Dezember 2023) in der Provinz Caserta in Kampanien. Sie ist Bestandteil der Comunità Montana del Matese. Die Gemeinde liegt etwa 46,5 Kilometer nordnordwestlich von Caserta und grenzt unmittelbar an die Provinz Isernia (Molise). Die nordwestliche Gemeindegrenze bildet der Volturno.
Nahe dem Ort befindet sich das Pumpspeicherkraftwerk Capriati.